# Amy Goodman

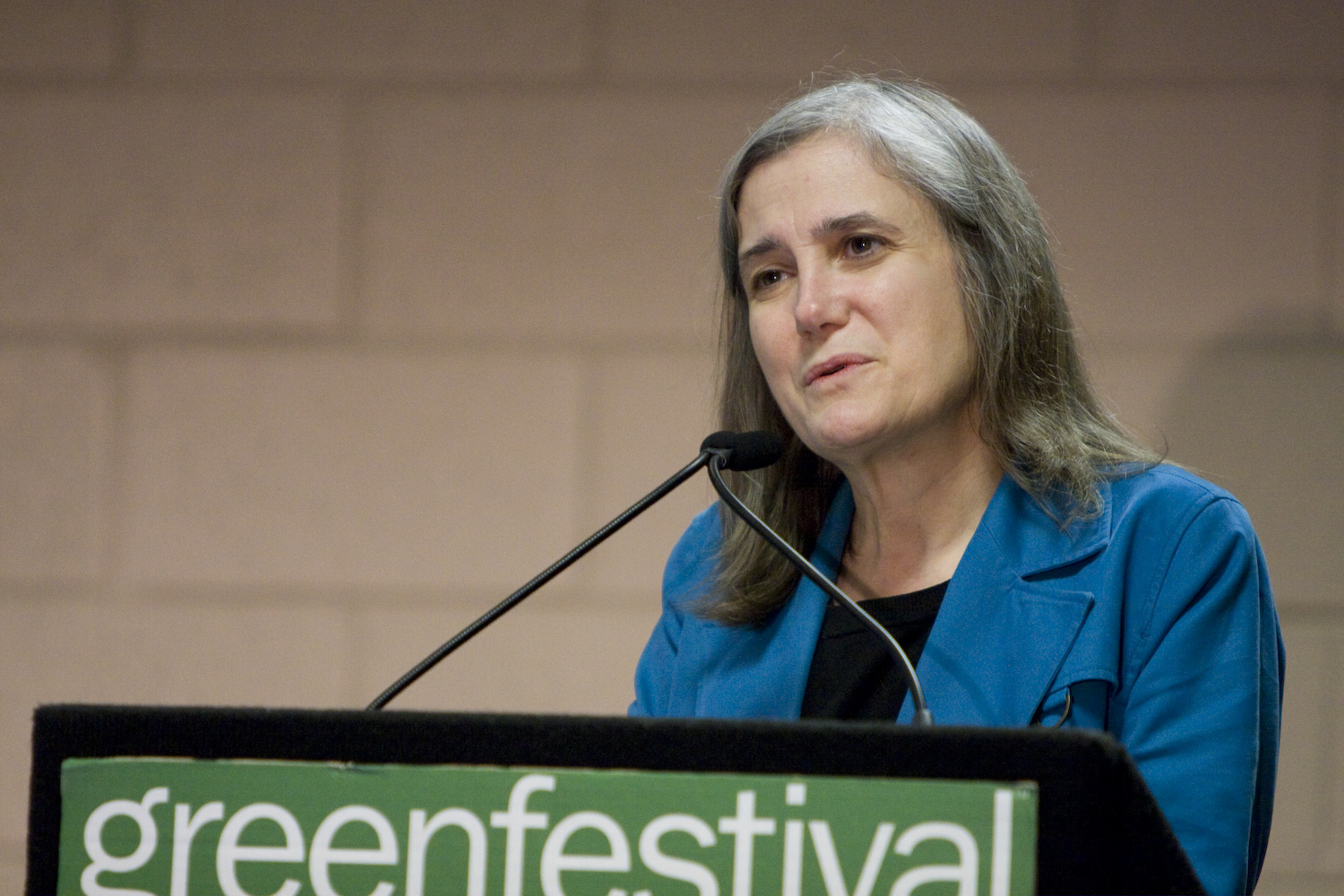
Amy Goodman in 2010

Amy Goodman (Bay Shore (New York), 13 april 1957) is een Amerikaanse journalist, presentator, columnist en auteur.

## Opleiding en loopbaan
Na voltooiing van haar studie aan Harvard in 1984, werd Goodman bekend als de belangrijkste presentator van het programma Democracy Now! van Pacifica Radio.
Naar aanleiding van haar werk voor Pacifica Radio omschreef de Los Angeles Times Goodman als dé radiostem van links. Haar werk kenmerkt zich door reportages over de vredesbeweging, mensenrechten en onafhankelijke media. Michael Della Carpini, decaan van de Annenberg School for Communication, zei over Goodman:
'Ze is niet partijdig. Ze houdt zich aan de feiten. Ze is geen Rush Limbaugh, geen journaliste die haar werk laat bepalen door haar ideologische voorkeuren. Ze presenteert gezichtspunten die je aan het denken zetten en ze bereikt dit door zich af te vragen "Wie horen we niet via de traditionele media?".'
Goodman kreeg waardering als onderzoeksjournaliste door haar artikelen over de schending van mensenrechten op Oost-Timor en in Nigeria. Ze is de eerste journalist die de Right Livelihood Award kreeg toegekend. Ze kreeg deze 'alternatieve Nobelprijs' in 2008.

## Democracy Now!
Goodman was meer dan tien jaar lang nieuwsredacteur bij het Pacifica Radio-station WBAI-FM in New York toen ze in 1996 mede-oprichter werd van Democracy Now! The War and Peace Report. Democracy Now! werd geprezen als 'waarschijnlijk het belangrijkste progressieve nieuwskanaal van de afgelopen jaren' door mediacriticus en hoogleraar media Robert McChesney.
In 2001 werd het programma tijdelijk uit de lucht gehaald, als gevolg van een conflict tussen de medewerkers en luisteraars met het bestuur van Pacifica Radio. Het zelfbenoemde bestuur wilde de verkoop doordrukken van KPFA|KPFA-FM in Berkeley of WBAI-FM in New York, maar toegewijde luisteraars wisten de macht bij Pacifica terug te veroveren. Tijdens de twintig dagen dat Democracy Now! bij WBAI uit de lucht was, verhuisde de redactie naar een verbouwde brandweerkazerne, waar het programma sindsdien wordt gemaakt.
Democracy Now! wordt mede gepresenteerd door Juan Gonzalez en zendt inmiddels ook uit op talloze tv-kanalen in de VS, Zuid-Amerika en Europa. Via de website van Democracy Now! is het programma in Nederland op werkdagen te zien tussen 14 en 15 uur. Enkele uren later is het hier ook te downloaden.
Goodman verklaart het succes van het programma uit de lacune bij de mainstreammedia die een groot aantal nieuwsconsumenten niet bedienen. Democracy Now! weet dit publiek wel te bereiken. 'Het is gewoon goede journalistiek die zich niet beperkt tot het praten met een vast groepje zogenaamde deskundigen, maar mensen aan het woord laat die getroffen worden door de politiek,' zegt Goodman. Toen de regering-Bush geen massavernietigingswapens kon vinden, legde het programma meer bloot dan alleen het handelen van de regering-Bush, 'het legde de manier bloot waarop de media de leugens van de regering hadden verdoezeld. Je weet dat regeringen zullen liegen, maar dat verwacht je niet van de media. Daarom gingen mensen andere informatiebronnen zoeken, denk ik.'
Toen president Bill Clinton WBAI op de verkiezingsdag in 2000 opbelde voor een snelle oproep om op hem te stemmen, daagden Goodman en Gonzalo Aburto hem gedurende 28 minuten uit met allerlei vragen over Leonard Peltier (een inheemse Lakota-Amerikaan die algemeen beschouwd wordt als politiek gevangene), discriminatie, de sancties tegen Irak, Ralph Nader, de doodstraf, het Amerikaanse Vrijhandelsverdrag (NAFTA) en het Israëlisch-Palestijns conflict. Clinton verdedigde de politiek van de Democraten en viel Goodman aan als zijnde 'vijandig, strijdbaar en zelfs respectloos'.

## Loopbaan als onderzoeksjournalist
Toen Goodman en haar collega Allan Nairn in 1991 reportages maakten over de onafhankelijkheidsbeweging op Oost-Timor, werden ze in elkaar geslagen door Indonesische soldaten, nadat ze getuigen waren geweest van een massaslachting van Timorese demonstranten in wat bekend werd als het bloedbad van Santa Cruz (Engels: Santa Cruz Massacre of Dili Massacre). Ze veronderstelde dat haar Amerikaanse paspoort de enige reden was waarom ze niet werd gedood, zoals wel gebeurd was met de Balibo Five, vijf Australische journalisten die in 1975 op Oost-Timor werden omgebracht. De Verenigde Staten bood indertijd militaire steun aan het Indonesische leger. Admiraal Dennis Blair, benoemd in Obama's kabinet als Hoofd van de Nationale Inlichtendienst, was hiervoor verantwoordelijk. De Verenigde Staten stopten de militaire steun aan Indonesië pas in 1993. In 1999 zou ook de Nederlandse journalist Sander Thoenes op Oost-Timor door Indonesische soldaten worden vermoord.
In 1998 deden Goodman en journalist Jeremy Scahill verslag van de rol van Chevron Corporation in een confrontatie tussen het leger van Nigeria en dorpsbewoners die olie-installaties hadden bezet. Twee inwoners werden doodgeschoten. Op 28 mei 1998 stelde het bedrijf een helikopter ter beschikking aan MOPOL, de Nigeriaanse marine en mobiele politie-eenheid dat daarmee troepen verplaatste naar het olieplatform Parabe dat door de dorpelingen werd bezet. De bezetting was een protest tegen de vervuiling van het gebied die veroorzaakt was door de oliemaatschappij. Kort nadat ze geland waren, beschoten de Nigeriaanse militairen de dorpsbewoners en doodden twee demonstranten: Jola Ogungbeje en Aroleka Irowaninu. Elf demonstranten raakten hierbij gewond. De woordvoerder van Chevron, Sola Omole, erkende dat het bedrijf de troepen had vervoerd en dat de inzet van de troepen was gebeurd op verzoek van Chevron. De documentaire van Goodman en Scahill won in 1998 de George Polk Award.

### Arrestatie tijdens de Republikeinse Conventie van 2008
Tijdens de Republikeinse Nationale Conventie van 2008 in St. Paul in Minnesota, werden verschillende collega's van Democracy Now! door de politie gearresteerd en in hechtenis genomen. Dit gebeurde terwijl ze als verslaggever aan het werk waren om verslag te doen van protesten tegen de Irakoorlog voor het conventiegebouw. Toen Goodman probeerde na te gaan waar haar collega's waren en wat hen ten laste werd gelegd, werd Goodman zelf gearresteerd en vastgehouden, op beschuldiging van obstructie van de politie, terwijl haar collega's ervan werden beschuldigd rellen te hebben veroorzaakt.
De arrestatie van de journalisten kreeg kritiek als zijnde onwettig en een schending van de persvrijheid. Goodman en haar collega's werden later vrijgelaten en uiteindelijk werden de aanklachten ingetrokken.

## Andere publicaties
In 2004 werkte Goodman mee aan een boek van Noam Chomsky en Paul Farmer, Getting Haiti Right This Time : The U.S. and the Coup, over de omverwerping van Haití's leider Jean-Baptiste Aristide. In hetzelfde jaar publiceerde Goodman het boek The Exception to the Rulers: Exposing Oily Politicians, War Profiteers, and the Media That Love Them, dat een bestseller werd op de lijst van de New York Times. Ze schreef dit boek samen met haar broer David Goodman, die verslaggever is voor het tijdschrift Mother Jones.
Hun tweede boek, verschenen in augustus 2006, is getiteld Static: Government Liars, Media Cheerleaders, and the People who Fight Back. Goodman verscheen op 5 oktober 2006 in het satirische programma van Stephen Colbert, de Colbert Report, om het boek te promoten. In hun derde boek uit 2008, Standing Up to the Madness: Ordinary Heroes in Extraordinary Times, beschrijven ze hoe gewone burgers verandering weten te bewerkstelligen.
Goodman schrijft een wekelijkse column voor King Features Syndicate onder de titel Breaking the Sound Barrier. In haar eerste bijdrage van 24 oktober 2006 schreef ze: 'Mijn column zal ruimte bieden aan stemmen die zo vaak worden weggelaten, aan meningen die door de meeste media worden genegeerd, gebeurtenissen die worden verdraaid of zelfs belachelijk gemaakt.'

## Film
In 2006 was Goodman verteller in de film One Bright Shining Moment: The Forgotten Summer of George McGovern. De documentaire, geregisseerd door Stephen Vittoria, gaat over het leven van George McGovern, waarbij het accent ligt op zijn poging president te worden in 1972. In de film komt McGovern zelf aan het woord, evenals Gloria Steinem, Gore Vidal, Warren Beatty, Howard Zinn, Ron Kovic en Dick Gregory. De film won een prijs op het Sarasota Film Festival voor Best Documentary Feature.

## Prijzen en eervolle vermeldingen
Goodman ontving tientallen prijzen voor haar werk, waaronder de Robert F. Kennedy Journalism Award en de George Polk Awards|George Polk Award. In 2001 weigerde ze de Overseas Press Club Award als protest tegen het besluit van de organisatie om geen vragen te stellen aan de belangrijkste spreker ambassadeur Richard Holbrooke en vanwege het feit dat de OPC een eerbetoon bracht aan Indonesië voor hun verbeterde behandeling van journalisten, ondanks het feit dat kort daarvoor verslaggevers op Oost-Timor in elkaar waren geslagen en gedood.
Op 1 oktober 2008 werd Goodman voorgedragen voor de Right Livelihood Award, die vaak wordt omschreven als de alternatieve Nobelprijs. Het was de eerste keer dat een journalist deze prijs ontving. De Right Livelihood Award Foundation roemde haar werk vanwege het 'ontwikkelen van een vernieuwend model voor werkelijk onafhankelijke journalistiek vanuit politieke bewegingen van onderop, waardoor miljoenen mensen de stem horen van degenen die zo vaak door de mainstreammedia worden buitengesloten'. De prijs werd toegekend in het Zweedse parlement op 8 december 2008.

## Boeken
- Chomsky, Noam, Paul Farmer, Amy Goodman (2004).Getting Haiti Right This Time: The U.S. and the Coup. Monroe: Common Courage Press (ISBN 9781567513189).
- Goodman, Amy en David Goodman (2004). The Exception to the Rulers: Exposing Oily Politicians, War Profiteers, and the Media That Love Them. New York: Hyperion (ISBN 9781401301316).
- Goodman, Amy en David Goodman (2006). Static: Government Liars, Media Cheerleaders, and the People Who Fight Back. New York: Hyperion (ISBN 9781401302931).
- Goodman, Amy en David Goodman (2008). Standing Up to the Madness: Ordinary Heroes in Extraordinary Times. New York: Hyperion (ISBN 9781401322885).
- Goodman, Amy en David Goodman (2016). Democracy Now!: Twenty Years Covering the Movements Changing America. New York: Simon & Schuster (ISBN 9781501123580).